# 金鸡河水库
金鸡河水库是中国广西壮族自治区桂林市永福县罗锦镇境内的一座水库，位于洛清江支流金鸡河上，建于1958年。水库正常库容为1875万立方米，集雨面积为127平方千米，海拔为184米。